# Ichneutica maya
Ichneutica maya là một loài bướm đêm trong họ Noctuidae. Nó được G. V. Hudson mô tả vào năm 1898 từ các mẫu vật thu thập được trên núi Arthur. Đây là loài đặc hữu của New Zealand. Năm 2019, Robert J. B. Hoare đã công bố những nghiên cứu của mình về những loài bướm đêm ở New Zealand. Dựa trên kết quả của những nghiên cứu này, Hoare đã đặt loài này vào chi Ichneutica.